# سیارک ۶۱۲۱
سیارک ۶۱۲۱ (به انگلیسی: 6121 Plachinda، نامگذاری:1987RU3) شش هزار و صد و بیست و یکمین سیارک کشف شده‌است که در ۲ سپتامبر ۱۹۸۷ کشف شد.
قدر مطلق سیارک برابر ۱۷.۸ است.